# أعداد اغريقية
أعداد إغريقية وتعرف أيضاً بالأعداد الأيونية و الأعداد الإسكندرية هو نظام كتابة أرقام يستخدم الحروف الألفبائية اليونانية. تم استخدامها في العصر اليوناني القديم وفي العصر البيزنطي. فيما يستخدم اليونانيون حالياً الأرقام العربية.